# Ньютон (тауншип, Миннесота)
Ньютон (англ. Newton) — тауншип в округе Оттер-Тейл, Миннесота, США. На 2000 год его население составило 751 человек.

## География
По данным Бюро переписи населения США площадь тауншипа составляет 91,2 км², из которых 90,6 км² занимает суша, а 0,6 км² — вода (0,71 %).

## Демография
По данным переписи населения 2000 года здесь находились 751 человек, 265 домохозяйств и 218 семей.  Плотность населения —  8,3 чел./км².  На территории тауншипа расположено 293 постройки со средней плотностью 3,2 построек на один квадратный километр. Расовый состав населения: 98,93 % белых, 0,13 % афроамериканцев, 0,13 % коренных американцев, 0,13 % азиатов и 0,67 % приходится на две или более других рас.
Из 265 домохозяйств в 40,0 % воспитывались дети до 18 лет, в 73,2 % проживали супружеские пары, в 4,9 % проживали незамужние женщины и в 17,7 % домохозяйств проживали несемейные люди. 15,8 % домохозяйств состояли из одного человека, при том 4,9 % из — одиноких пожилых людей старше 65 лет. Средний размер домохозяйства — 2,83, а семьи — 3,17 человека.
29,2 % населения — младше 18 лет, 6,7 % — в возрасте от 18 до 24 лет, 29,3 % — от 25 до 44, 24,2 % — от 45 до 64, и 10,7 % — старше 65 лет. Средний возраст — 36 лет. На каждые 100 женщин приходилось 115,2 мужчин.  На каждые 100 женщин старше 18 приходилось 112,0 мужчин.
Средний годовой доход домохозяйства составлял 39 196 долларов, а средний годовой доход семьи —  41 364 доллара. Средний доход мужчин —  26 406  долларов, в то время как у женщин — 20 250. Доход на душу населения составил 15 925 долларов. За чертой бедности находились 8,4 % семей и 8,5 % всего населения тауншипа, из которых 11,7 % младше 18 и 11,1 % старше 65 лет.